# Barbarea verna
Barbarea verna es una especie de planta herbácea bienal perteneciente a la familia Brassicaceae. 

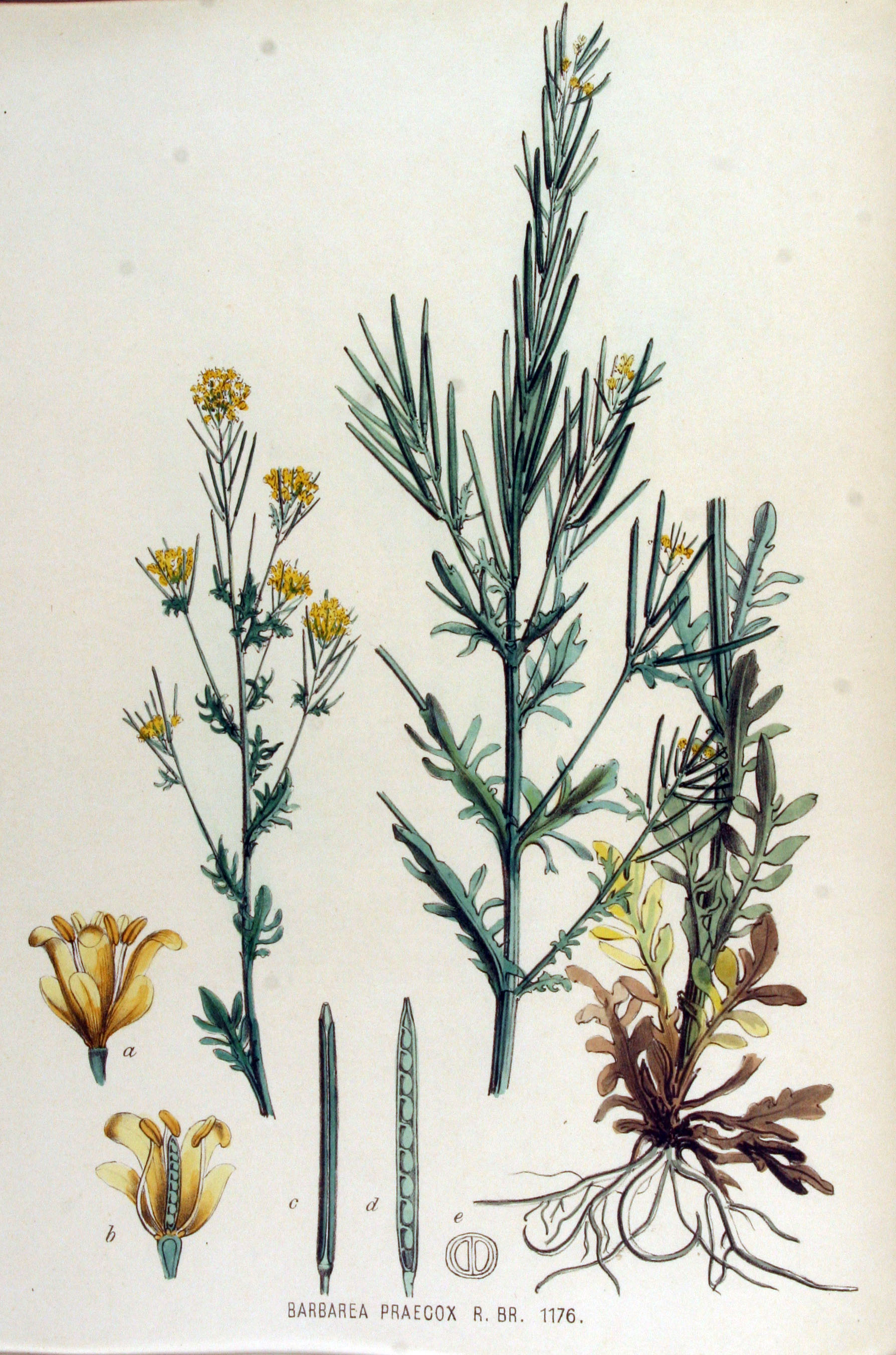
Ilustración

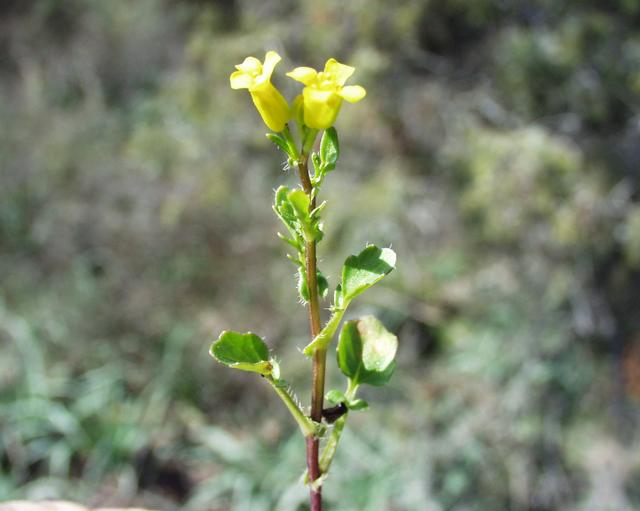
Detalle de la flor

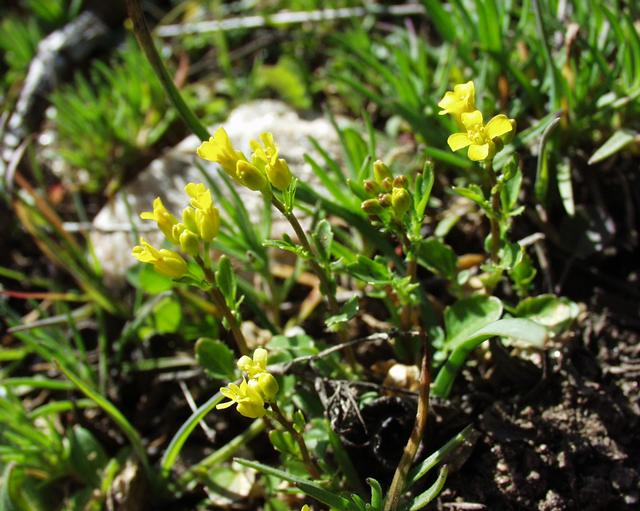
En su hábitat

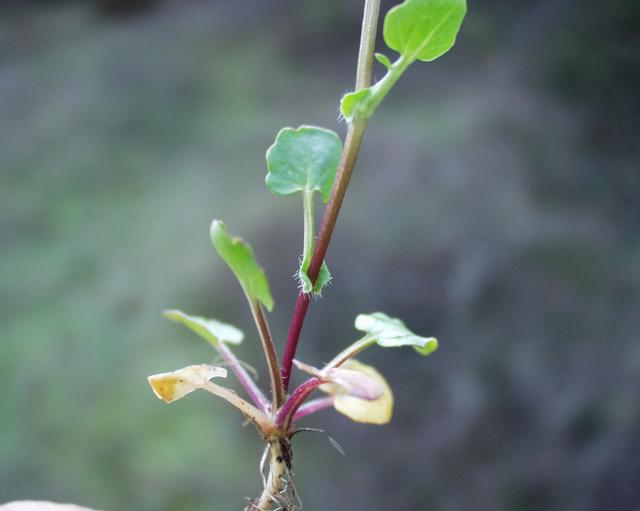
Detalle

## Descripción
Tiene tallos de 25-80 cm de largo. Hojas de 2-15 cm de largo, el tallo basal y las hojas más bajas son oblanceoladas, profundamente divididas pinnadas con (3 -) 6-10 segmentos o lóbulos laterales y un lóbulo terminal grande, circular a ovalada, el tallo medio y superior con las hojas oblanceoladas, irregularmente lobuladas, dentadas, o casi. Sépalos de 3-5 mm de largo. Pétalos de 5-8 mm de largo. Estilos de 0,2-2,0 mm de largo. Frutas (4.5-) 5,5-7,0 (-8.0) cm de largo, los tallos 3-6 mm de largo, casi tan grueso como los frutos. Los óvulos o semillas (34 -) 38-48 (-52) por ovario o fruta, las semillas de 1.5 a 2.5 mm de largo, más o menos rectangular en su contorno, en términos generales elípticas en sección transversal, ligeramente aplanadas. Tiene un número de cromosomas de 2 n = 16. Florece en abril-junio.

## Distribución y hábitat
Es nativa del suroeste de Europa, pero se cultiva también en la Florida. Como requiere menos agua que los berros, es más fácil de cultivar. Este berro de la tierra ha sido cultivada como una legumbre de hoja en Inglaterra desde el siglo XVII.
Barbarea verna se considera un buen sustituto de los berros. Se puede utilizar en sándwiches, ensaladas o cocidos como espinaca, o utilizados en la sopa.
Barbarea verna se pueden cultivar fácilmente en cualquier jardín. Al igual que a los berros,  le encanta el agua, pero no cuando están parcialmente sumergidas durante largos períodos.  Esta especie tiene necesidades constantes de pleno sol y riego frecuente en cualquier jardín, a menos que esté cerca de una fuente directa de agua

## Taxonomía
La especie fue descrita inicialmente como Erysimum vernum por Philip Miller y publicado en The Gardeners Dictionary: . . . eighth edition no. 3, en 1768, actualmente, es tanto un sinónimo como el basónimo de esta. Finalmente, sería transferida al género Barbarea por Paul Friedrich August Ascherson en Flora der Provinz Brandenburg 1(1): 36, en 1864[1860].

#### Etimología
Barbarea: nombre genérico que deriva de Santa Bárbara, la patrona de los artilleros y los mineros, ya que esta planta en el pasado se usaba para calmar las heridas causadas por las explosiones. 
verna: epíteto latino que significa "de la primavera".

#### Sinonimia
- Barbarea vulgaris subsp. patula   (Fr.) Bonnier
- Barbarea patula Fr. [1843]
- Crucifera praecox (Sm.) E.H.L.Krause [1902]
- Barbarea vulgaris subsp. praecox (Sm.) Bonnier [1912]
- Barbarea vicina Martrin-Donos [1864]
- Barbarea praecox var. vicina (Martrin-Donos) Rouy & Foucaud
- Barbarea praecox var. longisiliqua (Jord.) Rouy & Foucaud [1893]
- Barbarea praecox var. brevistyla (Jord.) Rouy & Foucaud [1893]
- Barbarea praecox var. australis (Jord.) Rouy & Foucaud [1893]
- Barbarea praecox (Sm.) R.Br. in W.T.Aiton [1812]
- Barbarea longisiliqua Jord. [1860]
- Barbarea brevistyla Jord. [1860]
- Barbarea australis Jord. [1860]
- Erysimum vernum Mill. [1768] basónimo
- Erysimum tenuifolium Stokes [1812]
- Erysimum praecox Sm. [1800]
- Campe praecox (Sm.) Dulac [1867]
- Lepidum nativum[3]

## Nombre común
- hierba de Santa Bárbara, yerba de Santa Bárbara.[4]
- roqueta de hortaliza, berrillo de Canarias.[5]